# Giacomo Medici (General)

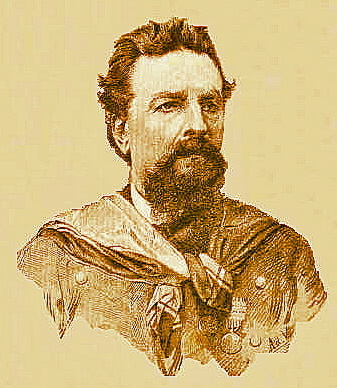
Giacomo Medici

Giacomo Medici (* 16. Januar 1817 in Mailand; † 9. März 1882 in Rom) war ein italienischer General und Politiker.

## Leben
Medici engagierte sich früh in der italienischen Einigungsbewegung. 1836 ging er nach Portugal ins Exil, wo er mit seinem Vater gegen die Karlisten kämpfte. Ab 1840 lebte Medici in London und lernte dort Giuseppe Mazzini kennen, 1846 in Montevideo auch Giuseppe Garibaldi.
Mit Garibaldi ging er 1848 nach Mailand und kämpfte dann im ersten italienischen Unabhängigkeitskrieg in Norditalien. 1849 nahm er an der Verteidigung der Römischen Republik teil, wo er sich bei den Kämpfen um die Villa Vascello an der Porta San Pancrazio besonders auszeichnete und dafür den Titel Marchese del Vascello erhielt.
Im zweiten Unabhängigkeitskrieg war er 1859 Bataillonskommandeur in Garibaldis Alpenjägern, mit denen er in den Schlachten von Varese und San Fermo kämpfte. 1860 organisierte er Garibaldis Zug der Tausend und kam mit dem zweiten Kontingent nach Sizilien, wo er noch am Gefecht von Milazzo und an der Belagerung von Messina teilnahm. Auf dem Festland führte er Freiwilligenverbände in der entscheidenden Schlacht am Volturno. Kurz danach wurde er mit vielen Mitstreitern in die reguläre italienische Armee übernommen und auf Sizilien eingesetzt. Im Dritten italienischen Unabhängigkeitskrieg 1866 kämpfte er an der Spitze regulärer Verbände noch im Trentino.
Giacomo Medici wurde 1868 mit umfangreichen Vollmachten versehener Präfekt von Palermo. 1870 ernannte ihn König Viktor Emanuel II. zum Senator auf Lebenszeit.